# Rade Šerbedžija
Rade Šerbedžija (Servisch: Раде Шербеџија) (Udbina, 27 juli 1946) is een Servisch-Kroatisch acteur.
Vooral in de jaren zeventig en tachtig was hij in Joegoslavië een gevierd acteur. Vanaf 1988 ging hij in Britse en Amerikaanse films spelen. Hij speelt vaak imponerende mensen, aan beide kanten van de wet, maar wel in ondersteunende rollen.
Hij speelde onder andere in Eyes Wide Shut, Snatch, Mission: Impossible II, X-Men: First Class, EuroTrip, Taken 2 en Batman Begins.
- Bibsys: 3097700
- Biblioteca Nacional de España: XX1094627
- Bibliothèque nationale de France: cb14042120x (data)
- Gemeinsame Normdatei: 130004723
- International Standard Name Identifier: 0000 0001 1602 1955
- Library of Congress Control Number: n98060006
- MusicBrainz: a6a83501-6241-4851-bd37-720f8feafb59
- Nationale Bibliotheek van Tsjechië: xx0034092
- Nationale bibliotheek van Australië: 40508979
- Nationale Bibliotheek van Israël: 987007441702905171
- Nationale en Universitaire bibliotheek Zagreb: 000065829
- Nederlandse Thesaurus van Auteursnamen: 370112806
- Istituto Centrale per il Catalogo Unico: TSAV022262
- Système universitaire de documentation: 066756669
- Virtual International Authority File: 18319451
- WorldCat: E39PBJc7YWVMwrGgyKPmQm9v73